# 加藤康子
加藤 康子（かとう こうこ、1959年1月21日 - ）は、日本の都市経済研究家。産業遺産情報センターセンター長。一般財団法人産業遺産国民会議の専務理事、筑波大学客員教授で、2015年7月2日より2019年7月31日まで、安倍晋三内閣（第3次から第4次第1次まで）における内閣官房参与（産業遺産の登録および観光振興を担当）を務めた。

## 経歴・活動
東京都生まれ。1981年、慶應義塾大学文学部国文学専攻卒業。国際会議通訳、CBSニュース調査員を経て、1989年、ハーバード大学ケネディ・スクール政治行政大学院修士課程修了（MCRP取得）。慶應大在学中に産業遺産の概念に出会い、ハーバード大学院では企業城下町を研究し、在学中に第一法規出版の『まちづくりVIEW』に「アメリカのまちづくり」シリーズを連載した。
卒業後は日本に帰国し、大学院時代の友人とベンチャーを起業。企業経営のかたわら、学生時代から続けていた「産業遺産」の調査・研究活動を継続。英国、ドイツ、北欧、米国、豪州など世界各地に実際に足を運び、鉱工業を中心とした産業遺産の保存と活用事例を現地で調査。その成果を順次、『観光リゾート開発戦略データファイル』（第一法規出版）、『エコノミスト』（毎日新聞社）、『マルコポーロ』（文藝春秋）、『三田評論』（慶應義塾大学出版会）、『学燈』（丸善出版）などに寄稿した。
1999年1月、それまでの調査研究活動の集大成として『産業遺産～「地域と市民の歴史」への旅～』（日本経済新聞社）を上梓した。

## 人物・エピソード
- 父親は国土庁長官、北海道開発庁長官、農林水産大臣を歴任した加藤六月。財務大臣で、内閣官房長官や厚生労働大臣、自由民主党総務会長等を歴任した加藤勝信は義弟（妹・周子の夫）。
- 「明治日本の産業革命遺産」の登録推進過程では、当該地域の県知事、市町村長など自治体トップや企業幹部をアポイントなしで訪問したことも度々で、当初は反発し困惑していた多くの関係者が「いつの間にか加藤ファンになっていた」旨の証言をしている[3]。
- 朝鮮半島出身の徴用工について「聞いた事もない」と否定する“軍艦島”の住民の証言を採用、産業遺産情報センターの展示で紹介[4][5][6][7]。

## 著書
- 『産業遺産「地域と市民の歴史」への旅』日本経済新聞社、1999年、306頁。ISBN 4532146763。
- 川口マーン惠美、掛谷英紀、有馬純、加藤康子、藤枝一也、杉山大志ほか『SDGsの不都合な真実』宝島社、2021年。ISBN 9784299020987。
- 加藤康子、池田直渡、岡崎五朗『EV推進の罠「脱炭素」政策の嘘』ワニブックス、2021年。ISBN 9784847071072。

## 寄稿
- 「小さなトラストの大きな挑戦」、『フィランソロピーの橋』（林雄二郎・加藤秀俊編著、TBSブリタニカ、2000年）所収
- 「なぜ世界遺産は政治問題にされたのか」 ニューズウィーク　2015年7月28日号
- 「パナマ文書」の風評被害　新潮45　2016年7月号
- 偏見に満ちた週刊朝日の「産業遺産」記事を糾す　新潮45　2017年8月号